# Ternstroemia congestiflora
Ternstroemia congestiflora là một loài thực vật có hoa trong họ Pentaphylacaceae. Loài này được Triana & Planch. miêu tả khoa học đầu tiên năm 1862.